# Nokia 6300i
Il Nokia 6300i è un telefono cellulare prodotto dall'azienda finlandese Nokia e messo in commercio nel 2008. Il telefono dispone di una fotocamera da 2.0 megapixel mancante però di flash.

## Caratteristiche
- Dimensioni: 106,4 x 43,6 x 11,7 mm
- Massa: 93 g
- Risoluzione display: 240 x 320 pixel a 16,7 milioni di colori
- Durata batteria in conversazione: 3.3 ore
- Durata batteria in standby: 340 ore (14 giorni)
- Fotocamera: 2.0 megapixel
- Memoria: 7.8 MB espandibile fino a 4 GB con MicroSD
- Bluetooth, Wi-Fi e USB

## Kit d'acquisto
- Batteria
- Manuale d'uso
- Caricabatteria da viaggio
- MicroSD Nokia da 512 MB